# Zermelo-Fraenkel-verzamelingenleer
In de verzamelingenleer, een deelgebied van de wiskunde, is de Zermelo-Fraenkel-verzamelingenleer, vernoemd naar de wiskundigen Ernst Zermelo en Abraham Fraenkel en vaak afgekort tot ZF, een van de verschillende axiomatische systemen, die in het begin van de twintigste eeuw werden voorgesteld om een verzamelingenleer te formuleren, zonder de paradoxen van de naïeve verzamelingenleer, zoals de paradox van Russell. In het bijzonder bevat ZF niet het comprehensieaxioma, maar slechts een beperkte variant ervan. Daardoor is het in ZF niet voor elke eigenschap mogelijk een verzameling te vormen van alle objecten die deze eigenschap hebben.
Vandaag de dag is de Zermelo-Fraenkel-verzamelingenleer met keuzeaxioma (afgekort tot ZFC, waarbij de C voor het Engelse Choice staat) de standaardvorm van de axiomatische verzamelingenleer en als zodanig het meest gebruikelijke fundament van de wiskunde.

## Grondstellingen
Het model van ZFC bestaat uit negen axioma's.
- Gelijkheidsaxioma, dat stelt dat twee verzamelingen {\displaystyle x} en {\displaystyle y} gelijk zijn precies wanneer alle elementen van {\displaystyle x} ook elementen van {\displaystyle y} zijn, en vice versa. In de taal van predicatenlogica:

{\displaystyle \forall x\forall y(x=y\Longleftrightarrow \forall z(z\in x\Longleftrightarrow z\in y))}
- Paaraxioma, dat onder andere het bestaan van de singleton vaststelt.

{\displaystyle \forall x\forall y\exists p\forall z(z\in p\Longleftrightarrow (z=x\vee z=y))}
- Verenigingsaxioma, dat samen met het paaraxioma het bestaan van de binaire vereniging {\displaystyle A\cup B} van twee verzamelingen {\displaystyle A} en {\displaystyle B} vaststelt.

{\displaystyle \forall x\exists u\forall y\forall z((z\in y\wedge y\in x)\Rightarrow z\in u)}
- Axiomaschema van afscheiding, dat het bestaan van deelverzamelingen vaststelt. Het afscheiden gebeurt door het uitschrijven van een eindige logische formule, gebruikmakend van de taal van predicatenlogica. Laat {\displaystyle \phi (x,y,p_{1},\dots ,p_{n})} een formule zijn in {\displaystyle n+2} vrije variabelen. Het schema bestaat uit alle axioma's

{\displaystyle \forall p_{1}\ldots \forall p_{n}\forall x\exists a\forall y(y\in a\Longleftrightarrow (y\in x\wedge \phi (x,y,p_{1},\dots ,p_{n})))}
voor elke formule {\displaystyle \phi }. In woorden: verzameling {\displaystyle a} bestaat als de afscheiding van verzameling {\displaystyle x} onder de formule {\displaystyle \phi }.
- Oneindigheidsaxioma, dat stelt dat een inductieve verzameling bestaat.

{\displaystyle \exists I(\emptyset \in I\wedge x\in I\Longrightarrow (x\cup \{x\})\in I)}
Voor het bestaan van de lege verzameling is gelijkheid en het schema van afscheiding nodig. Voor de binaire vereniging {\displaystyle x\cup \{x\}} is gelijkheid, paar, en vereniging nodig.
- Axiomaschema van vervanging, dat kort gezegd het bestaan van verzamelingen als afbeeldingen van functies vaststelt.
- Machtsaxioma, dat samen met het scheidingsaxioma het bestaan van de machtsverzameling vaststelt
- Regulariteitsaxioma, dat onder andere voorkomt dat verzamelingen elementen van zichzelf kunnen zijn. Onder andere met dit axioma wordt de paradox van Russell voorkomen.
- Keuzeaxioma, dat gelijkwaardig is aan de welordeningsstelling [1] .

## Voorbeelden
Een triviaal gevolg van het gelijkheidsaxioma is dat de lege verzameling {\displaystyle \emptyset }, als zij bestaat, uniek is. Dit betekent dat twee verzamelingen {\displaystyle A} en {\displaystyle B} beide leeg zijn, dan geldt {\displaystyle A=B}. Dit kan als volgt bewezen worden: de universele kwantificatie {\displaystyle \forall z(z\in A\Longleftrightarrow z\in B)} is lediglijk waar, de verzamelingen hebben namelijk beide geen elementen. Uit het gelijkheidsaxioma volgt dan onmiddellijk dat {\displaystyle A=B}.
Door het toepassen van het paaraxioma op {\displaystyle x} en {\displaystyle x} volgt dat de singleton {\displaystyle \{x\}} bestaat voor elke verzameling {\displaystyle x}.

## Von Neumann ordinalen
In een model van verzamelingenleer waar het schema van afscheiding en de axioma's van gelijkheid, paar, vereniging en oneindigheid gelden, kunnen we tellen met de Von Neumann ordinalen. Daartoe beschrijven we eerst de functie opvolger: {\displaystyle O(x)=x\cup \{x\}} omschrijft de opvolger van een verzameling {\displaystyle x}. Laat nu voor een inductieve verzameling {\displaystyle I} de minimale inductieve verzameling {\displaystyle M_{I}} zijn, die we definieren als {\displaystyle M_{I}=\{x\in I\mid \forall J(J{\text{ is inductief}}\Longrightarrow x\in J\}}. Er blijkt dat deze minimale inductieve verzameling onafhankelijk is van de keuze van {\displaystyle I}, en we laten {\displaystyle M} de unieke minimale inductieve verzameling beschrijven.
De verzameling van natuurlijke getallen kan nu als volgt omschreven worden:
{\displaystyle \mathbb {N} :=M=\{0,1,2,\ldots \}},
waarbij
- {\displaystyle 0:=\emptyset }, de lege verzameling
- {\displaystyle 1:=O(0)=\{\emptyset \}=\{0\}}
- {\displaystyle 2:=O(1)=\{\emptyset ,\{\emptyset \}\}=\{0,1\}}
- {\displaystyle 3:=O(2)=\{\emptyset ,\{\emptyset \},\{\emptyset ,\{\emptyset \}\}\}=\{0,1,2\}}
- etc.

Merk op dat het aantal elementen in de von Neumann ordinalen overeenstemt met het getal.

## Geschiedenis
In 1908 stelde Ernst Zermelo de eerste axiomatische verzamelingenleer voor, de Zermelo-verzamelingenleer. Deze axiomatische theorie stond de constructie van ordinaalgetallen echter niet toe. Hoewel de meeste "gewone wiskunde" kan worden ontwikkeld zonder ooit gebruik te maken van ordinaalgetallen, zijn ordinaalgetallen een essentieel instrument in de meeste verzameling-theoretische onderzoeken. Bovendien was een van Zermelo's axioma's gebaseerd op een concept, dat van een "definiete" eigenschap, waarvan de operationele betekenis niet duidelijk was. In 1922 stelden Abraham Fraenkel en Thoralf Skolem onafhankelijk van elkaar een operationalisering van deze "definiete" eigenschap voor als één die zou kunnen worden geformuleerd als een eerste orde theorie, waarvan de atomaire formules werden gelimiteerd tot lidmaatschap van de verzameling en identiteit. Zij stelden ook onafhankelijk van elkaar voor om het axioma-schema van de specificatie te vervangen door het axioma-schema van vervanging. Dit schema werd, evenals het axioma van regulariteit (voor het eerst in 1917 voorgesteld door Dimitry Mirimanoff), toegevoegd aan de Zermelo-verzamelingenleer. Dit levert de theorie op die wordt aangeduid met ZF. Door het keuzeaxioma (AC) of een formulering die daaraan gelijkwaardig is toe te voegen aan ZF levert dit ZFC op.

## Voetnoten
1. ↑   (en)  H. Rubin, J.E. Rubin Equivalents of the Axiom of Choice